# Канду (Северна Дакота)
Канду (енгл. Cando) град је у америчкој савезној држави Северна Дакота.

## Демографија
По попису из 2010. године број становника је 1.115, што је 227 (-16,9%) становника мање него 2000. године.
| Група             | 2000.         | 2010.         |
| Белци             | 1.303 (97,1%) | 1.067 (95,7%) |
| Афроамериканци    | 1 (0,1%)      | 2 (0,2%)      |
| Азијати           | 2 (0,1%)      | 0 (0,0%)      |
| Хиспаноамериканци | 2 (0,1%)      | 6 (0,5%)      |
| Укупно            | 1.342         | 1.115         |